# 花巻温泉
花巻温泉（はなまきおんせん）は、岩手県花巻市にある温泉。周辺の温泉と併せて花巻温泉郷と称される。

## 概要
花巻温泉は、花巻の市街から北西約８キロ、堂ケ沢山・万寿山・台川の山麓の高燥な段丘地に開けている。西南を台川の清流が貫流し、東南には眼下に北上川中部流域の田園風景をへだてて東遥かに北上山系を望む風光雄大な景観の地にある。桜並木や赤松林の落ち着いた雰囲気の中に格調高い機能的な大規模ホテル等が配され、温和で明るい自然景観に恵まれた北東北の代表的な温泉リゾートとして全国にその名を博し今日に至る。
現在は佳松園、ホテル千秋閣、ホテル花巻、ホテル紅葉館の4軒の大型ホテルが存在し、いずれも国際興業グループの花巻温泉株式会社が経営している。
敷地内には宮沢賢治が設計した南斜花壇跡に立地する「花巻温泉バラ園」がある。毎年、花巻市で開催するイーハトーブレディース駅伝のゴール地点となっている。

## 泉質
- 花巻温泉（混合泉）ホテル千秋閣、ホテル花巻、ホテル紅葉館：単純温泉（低張性弱アルカリ性高温泉）、58.7℃、PH7.8[1]
- 花巻温泉（台川の湯）佳松園：ナトリウム－硫酸塩・塩化物泉（低張性アルカリ性高温泉）、59.9℃、PH9.0[2]

## 歴史

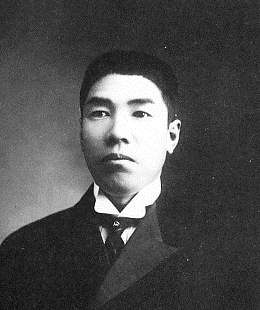
引湯により花巻温泉を総合経営した金田一国士

1923年（大正12年）、盛岡の実業家金田一国士によって台温泉からの引湯で開湯。昭和初期には「東北の宝塚」を目指し、 旅館、貸別荘、動物園、テニスコート、日本初となるナイタースキー場、プール、公会堂、といった施設が建設され、一大行楽地として栄えた。1931年には「花巻温泉小唄」（渡邊波光作詞 中山晋平作曲 唄藤本二三吉（もう一方は羽衣歌子）ビクター、1931年6月発売）も作られた。
戦後になって、台からの引湯管が傷んできたことから、ボーリングを実施して独自源泉を確保した。
1925年から1972年には、国鉄花巻駅に隣接した電鉄花巻駅から花巻温泉の花巻温泉駅まで、花巻電鉄という鉄道路線が存在した。

### 年表
- 1922年（大正11年）、盛岡電気工業の依頼により、長岡安平によって「台遊園」設計[6]。
- 1923年（大正12年）：金田一国士により2kmほど山間にある台温泉からの引湯で開湯[3]。盛岡電気工業の付帯事業として、温泉旅館「花盛館」が開業[7]。
- 1925年（大正14年）：8月1日、花巻電鉄鉄道線（当時は盛岡電機工業株式会社所属鉄道）西花巻 - 花巻温泉間開業[8]。
- 1927年（昭和02年）：11月27日、（株）花巻温泉創業[3]。大阪毎日新聞と東京日日新聞主催の「日本新八景」人気投票温泉部門で200万票を獲得し1位となる[3]。
- 1933年（昭和08年）：花巻温泉を桜の名勝地に指定（鉄道省）[3]。
- 1943年（昭和18年）：花巻電気鉄道（株）と改称[3]。
- 1945年（昭和20年）：花巻温泉全旅館施設、米軍進駐軍により接収[3]。
- 1947年（昭和22年）：旅館その他の施設全部の返還を受け営業再開[3]。
- 1948年（昭和23年）：花巻温泉郷県立自然公園指定。
- 1953年（昭和28年）：花巻温泉（株）と改称[3]。
- 1960年（昭和35年）：花巻温泉バラ園開園[3]。
- 1964年（昭和39年）：佳松園開業[3]。
- 1970年（昭和45年）：花巻温泉（株）が国際興業グループ入り[3]。
- 1972年（昭和47年）：花巻電鉄線廃止
- 1974年（昭和49年）：ホテル花巻開業[3]。
- 1979年（昭和54年）：ホテル紅葉館開業[3]。
- 1985年（昭和60年）：ホテル千秋閣開業[3]。
- 1996年（平成08年）：源泉「台川の湯」掘削湧出、佳松園に供給[3]。
- 1999年（平成11年）：佳松園 全面新築開業[3]。
- 2005年（平成17年）：国名勝指定「イーハトーブの風景地」（6カ所）に釜淵の滝が指定。
- 2011年（平成23年）：新花巻温泉（株）を設立。
- 2012年（平成24年）：会社分割により事業を新花巻温泉（株）へ承継。新花巻温泉（株）を花巻温泉（株）に商号変更。
- 2015年（平成27年）：スノーパークオープン[3]。
- 2016年（平成28年）：耐震改修促進法に基づく耐震補強工事が完了[3]。ホテル3館連絡通路「バラの小径」完成[3]。公式キャラクター「フクロー」誕生[3]。
- 2018年（平成30年）：花巻温泉旧松雲閣別館が花巻市で初となる登録有形文化財に登録[3]。ナイトローズガーデンオープン[3]。
- 2020年（令和02年）：足湯・手湯オープン、宿泊者専用フィットネスルームオープン
- 2021年（令和03年）：東日本大震災発生時に手を差し伸べてくれた台湾への感謝の意を込め、台湾パイナップル6トンを購入し、ホテル3館のバイキング会場で提供を開始
- 2021年（令和03年）：花巻温泉公式オンラインショップ開設
- 2022年（令和04年）：ホテル紅葉館外壁塗装工事完了。5年3ヶ月にわたるホテル3館の外壁工事完了
- 2022年（令和04年）：バラ園内に新フォトスポット「バラの泉」新設
- 2022年（令和04年）：ホテル千秋閣 客室21室リニューアル
- 2022年（令和04年）：花巻温泉（株）創業95周年記念日（11/27）
- 2022年（令和04年）：敷地内に「花巻温泉HIKARIストリート」新設
- 2022年（令和04年）：ホテル千秋閣 大浴場（男・女）つぼ湯・打たせ湯新設
- 2022年（令和04年）：ホテル花巻 客室28室リニューアル
- 2022年（令和04年）：ホテル花巻地下1階 温泉貸切風呂4室オープン
- 2022年（令和04年）：ホテル紅葉館 客室43室リニューアルオープン
- 2022年（令和04年）：ホテル紅葉館 大浴場（男・女）つぼ湯・クールダウンテラス新設
- 2022年（令和04年）：佳松園外壁塗装工事完了
- 2022年（令和04年）：佳松園 客室5室温泉半露天風呂新設
- 2023年（令和05年）：佳松園 客室2室温泉露天風呂・客室4室半露天風呂新設

## 参考資料
- 「角川日本地名大辞典」編纂委員会『角川日本地名大辞典 3 岩手県』角川書店、1985年。ISBN 4-04-001030-2。
- 岩手放送『新版 岩手百科事典』岩手放送株式会社、1988-10-115 エラー: 日付が正しく記入されていません。。